# Mill Plain BRT
A Mill Plain a Washington állambeli The Vine bus rapid transit viszonylata a 7th Street & Turtle Place és a Mill Plain pályaudvar között. A 16 kilométeres vonalat a C-Tran üzemelteti.
Alapkőletétele 2021. szeptember 28-án volt, és 2023-ban adták át.

## Története
A Délnyugat-washingtoni Regionális Közlekedési Tanács két éven át vizsgálta egy lehetséges nagy befogadóképességű buszviszonylat opcióit. A 2008 decemberében közzétett jelentés a Mill Plain és Fourth Plain sugárutakat, a 99-es utat és az Interstate 205-öt nevezte meg lehetséges alternatívaként. A költségeket hatvanmillió dollárra, a várható napi utasszámot 8260 főre becsülték. A C-Tran húszéves fejlesztési tervében az első viszonylatnak a Fourth Plain sugárutat (a The Vine útvonala), a másodiknak pedig a Mill Plain sugárutat nevezte meg.
2017-ben a 37-es busz éves utasszáma 760 ezer fő volt. A BRT kivitelezése 2018-ban kezdődött. Négy lehetséges vonalvezetést vizsgáltak; a véglegesről 2019 márciusában döntöttek.
2021-ben a Szövetségi Közlekedési Hatóság az építési munkálatokra és nyolc busz vásárlására 24,9 millió dollárt biztosított. Az alapkőletétel 2021. szeptember 28-án volt a Clark Főiskola mellett, a keleti végállomáson.

## Útvonala
Nyugati végállomása a 7th Street at Turtle Place megállóhely, ahol a The Vine North Plain viszonylatára lehet átszállni. Innen a buszok dél felé a Washington, észak felé pedig a Broadway utcán haladnak. Az Evergreen utcától a Fort Vancouver úton a Mill Plain sugárútra fordul, majd a 184. sugárútnál éri el a Mill Plain pályaudvart.

## Fordítás
- Ez a szócikk részben vagy egészben  a   Mill Plain BRT című angol Wikipédia-szócikk ezen változatának fordításán alapul.  Az eredeti cikk szerkesztőit annak laptörténete sorolja fel. Ez a jelzés csupán a megfogalmazás eredetét és a szerzői jogokat jelzi, nem szolgál a cikkben szereplő információk forrásmegjelöléseként.